# Ischnoleomimus arriagadai
Ischnoleomimus arriagadai är en skalbaggsart som beskrevs av Maria Helena M. Galileo och Martins 2004. Ischnoleomimus arriagadai ingår i släktet Ischnoleomimus och familjen långhorningar.
Artens utbredningsområde är Paraguay. Inga underarter finns listade i Catalogue of Life.